# A Gate Through Bloodstained Mirrors
A Gate Through Bloodstained Mirrors er en demo fra det amerikanske black metal-projekt Xasthur, udgivet i 2001. Anmeldelser af albummet var positive, og sammenlignede materialet med Graveland og Burzums tidlige udgivelser. I forbindelse med Xasthurs stigende popularitet blev demoen genudgivet af Total Holocaust Records med et nyt miks og sporliste på cd og kassettebånd i 2004. Samme udgave blev også udgivet som dobbelt-12" vinylaf Debemur Morti Productions samme år, og senest af Hydra Head Records som dobbelt-cd udgivet sammen med ep'en A Darkened Winter og et enkelt hidtil uudgivet spor i 2008.

## Spor
1. "Intro" – 01:16
2. "Moon Shrouded in Misery, Part 1" – 6:46
3. "Suicide in Dark Serenity" – 10:39
4. "Dwell Beneath the Woods of Evil" – 5:14
5. "Cursed Be the Memory of Light" – 7:04
6. "Possession of Desolate Magick" – 5:40
7. "Storms of Red Revenge" – 4:16
8. "A Spell Within the Winds" – 4:34
9. "Summon the End of Time" – 4:52
10. "Gate Through Bloodstained Mirrors" – 8:32
11. "Kingdom of Burning Crucifixions" – 4:21
12. "Moon Shrouded in Misery, Part 2" – 1:47
13. "Black Spell of Destruction / Channeling the Power of Souls Into a New God (Burzum cover)" – 7:34

## 2004 genudgivelse
Før albummets første officielle udgivelse som almindelig cd blev alle sporene på demoen (som oprindeligt var i mono) remikset i 2003. Anmelderen Charles Theel har nævnt at materialet "er blevet voldsomt remikset, deriblandt fjernelsen af mange vokaldele".

### Spor
1. "Intro" – 1:25
2. "Moon Shrouded In Misery (Part I)" – 7:19
3. "Suicide In Dark Serenity" – 12:27
4. "Dwelling Beneath The Woods" – 5:29
5. "Cursed Be The Memory Of Light" – 7:28
6. "Possession Of Desolate Magick" – 5:47
7. "Spell Within The Winds" – 4:47
8. "Storms Of Red Revenge" – 2:45
9. "Eternal Empire Of Majesty Death" (Mütiilation cover) – 7:17
10. "A Gate Through Bloodstained Mirrors" – 8:40
11. "Kingdom Of Burning Crucifixions" – 4:43
12. "Moon Shrouded In Misery (Part II)" – 2:09
13. "Black Spell Of Destruction (Burzum cover)" – 6:14
14. "Lost Behind Bloodstained Mirrors (Outro)" – 0:45

## Udgivelser
| Land     | Dato               | Pladeselskab                   | Format                                   | Katalognummer  |
| -------- | ------------------ | ------------------------------ | ---------------------------------------- | -------------- |
| USA      | 12. september 2001 | Ma-Kahru / Profane Productions | Mono CD-R (150 eksemplarer)              | profanecdr 001 |
| Sverige  | 2004               | Total Holocaust Records        | Remastered kassettebånd                  | thr-048        |
| Sverige  | 2004               | Total Holocaust Records        | Remastered cd (1000 eksemplarer)         | thr-050        |
| Frankrig | 31. august 2004    | Debemur Morti Productions      | Remastered dobbelt-12" (500 eksemplarer) | DMP0003        |
| USA      | 29. januar 2008    | Hydra Head Records             | Remastered dobbelt-cd                    | HH666-150      |

## Fodnoter
1. ↑  Eduardo Rivadavia. "Allmusic review". Hentet 2008-07-05.{{cite web}}:  CS1-vedligeholdelse: url-status (link)
2. ↑  Charles Theel. "The Metal Observer review". Arkiveret fra originalen 18. juni 2008. Hentet 2008-05-13.